# Dorothy Hodgkin
Dorothy Crowfoot Hodgkin, OM, (Kairó, 1910. május 12. – Ilmington, Warwickshire, Anglia, 1994. július 29.) kémiai Nobel-díjas brit vegyész, kémikus, krisztallográfus.

## Származása
Egyiptom fővárosában, Kairóban született 1910. május 12-én.

## Iskolás évei és tudományos karrierje
Az oxfordi Somerville College-ban töltött évei alatt (1928–31) kezdte érdekelni a krisztallográfia és ezután sokat vizsgálódott, dolgozott ebben a tudományágban. Majd Cambridgeben (1932–34) munkatársával elkészítette az első röntgendiffrakciós felvételteleit a pepszin nevű fehérjéről, valamivel később pedig a szterinek vizsgálatával kezdett el foglalkozni.
1934-ben oktatóként tért vissza Oxfordba, 1937-ben ment feleségül  Thomas L. Hodgkinhoz. Továbbra is Oxfordban tanított, végül emeritus professzorrá vált, a Royal Society (Királyi Társaság) professzora (1960–77), 1970-től a Bristoli Egyetem kancellári tisztségét tölti be, 1977-től az Oxfordi Wolfson College tagjai közé tartozik.
Hodgkin 1942-től 1949-ig a penicillin szerkezetének  elemzésén elmélkedett. 1948-ban társaival elkészítette az első röntgenfelvételt a B12-vitaminról, amely a legbonyolultabb nem fehérje jellegű vegyületek egyike, végül sikerült  teljesen meghatározniuk a molekula atomi szerkezetét. Hodgkinnak 1969-re sikerült elvégeznie az inzulin háromdimenziós elemzését is.

## Díjai
- 1964-ben a B12-vitamin szerkezetének meghatározásáért megkapta a kémiai Nobel-díjat.
- 1965-ben VII. Eduárd brit király által alapított becsületrend (Order of Merit) kitüntetést kapott.
- 1976-ban Copley-érem
- 1985-ben Nemzetközi Lenin-békedíj